# Faye Njie
Faye Njie (Helsinki, 23 novembre 1993) è un judoka gambiano.
Nel 2016 ha partecipato ai Giochi olimpici di Rio de Janeiro venendo eliminato al primo turno per 0-2 dal kazako Didar Khamza. Nonostante la sconfitta è stato il primo judoka del suo paese a partecipare alle Olimpiadi.

## Palmarès
- Campionati africani

Antananarivo: argento nei -73kg.
- Giochi africani

Brazzaville 2015: argento nei -73kg.